# My jsme církev
My jsme církev (něm. KirchenVolksBewegung Wir sind Kirche) je vnitrocírkevní petice z roku 1995 a mezinárodní hnutí prosazující reformy římskokatolické církve, u kterých se odvolává na „Druhý vatikánský koncil a z něj vycházející teologii a praxi“.

## Historie
Hnutí vzešlo z petice rakouských katolíků KirchenVolksBegehren Wir sind Kirche (Církevní petice My jsme církev) z 1995, již v německé jazykové oblasti podepsalo 2,3 milionu lidí. Samo hnutí v Německu bylo ustaveno v lednu 1996. Mezi signatáři je mnoho známých teologů (např. Eugen Drewermann, Bernhard Häring, Gotthold Hasenhüttl, Hans Küng) i osobností veřejného života. Třebaže hnutí má největší ohlas v německy mluvící oblasti, existují již jeho odnože v několika dalších zemích. Hnutí udržuje kontakty s dalšími katolickými reformně zaměřenými organizacemi. Petice a na ni navazující hnutí má pět hlavních požadavků:
1. Výstavba církve v duchu bratrství požaduje rovnoprávnost věřících a právo věřících ovlivňovat výběr svých biskupů,
2. Plné zrovnoprávnění žen včetně připuštění žen ke kněžství,
3. Svoboda volby mezi celibátní a necelibátní formou života, tedy zrušení povinného celibátu kněží,
4. Pozitivní hodnocení sexuality jako důležité součásti Bohem stvořeného a chtěného člověka, což zahrnuje i zmírnění církevních odsudků antikoncepce a homosexuality,
5. Radostná zvěst, nikoli hrozby znamená více solidarity a lidskosti, zejména ve vztahu k marginalizovaným skupinám v církvi (např. rozvedení či kněží, kteří uzavřou sňatek).

## Kritika hnutí
Oficiální církevní místa k hnutí a jeho požadavkům zaujala v zásadě záporný postoj. Bývalý papež Benedikt XVI. ještě jako kardinál ohodnotil požadavky hnutí jako „pokus léčit symptomy, přičemž ale zásadní problém krize církve a krize v církvi zůstává bez povšimnutí“ a zamítl, či zpochybnil všechny dílčí požadavky.
Biskup Andreas Laun podrobně rozebral a zkritizoval požadavky hnutí v knize s názvem "Reform oder neue Spaltung" (česky vyšlo v roce 1996 jako "Reforma nebo nové štěpení") a konstatoval, že hnutí vzešlo ze ztráty víry, neřeší skutečné potíže a jím navrhovaná terapie je ve skutečnosti samotnou nemocí.
V roce 2014 byla exkomunikována jedna z jejich představitelek Martha Heizerová za pokus o sloužení mše bez platně vysvěceného kněze.